# Nicolás Amodio
Nicolás Andrés Amodio (ur. 10 marca 1983 w Montevideo) – urugwajski piłkarz występujący na pozycji pomocnika.

## Kariera
Karierę rozpoczynał w urugwajskim Defensor Sporting. W sezonie 2003 grał tam 18 razy i strzelił jedną bramkę. Sezon później zdołał rozegrać tylko dwa mecze, gdyż wkrótce pożegnał się z zespołem.
W 2004 trafił do Włoch. Pozyskało go Sambenedettese Calcio, grające w Serie C1. Już w pierwszym sezonie grał w barwach tego klubu 32 razy, w tym dwa w barażach o Serie B. Niestety jego drużyna przegrała w półfinale z SSC Napoli i pozostała na trzecim froncie.
Właśnie w zespole z Neapolu Amodio występował w kolejnym sezonie. Warto dodać, że wcześniej jego nowa drużyna przegrała w finale baraży o drugą ligę włoską, więc znów grał w Serie C1. Jednak Napoli awansowało po zakończeniu sezonu, w którym Nicolás wystąpił 28-krotnie. W sezonie 2006/2007 zaliczył więc debiut w Serie B. W sumie grał tam 24 razy, w barwach Napoli.
W kolejnym sezonie został jednak wypożyczony do Treviso, drużyny również grającej na tym szczeblu rozgrywkowym. Zdołał rozegrać tam 9 spotkań, gdyż trafił do Mantovy, która ostatecznie skończyła rozgrywki na 9. miejscu. Tutaj grał 17-krotnie.
Po tym sezonie powrócił do SSC Napoli, które wtedy grało już w Serie A. Na tym szczeblu Amodio wystąpił, do tej pory, nielicznie. W sezonie 2008/2009 tylko 3 razy pojawiał się na boiskach tej ligi.
29 stycznia 2010 Amodio został wypożyczony do Piacenzy Calcio, a 17 sierpnia do Portogruaro.

## Statystyka

### Występy w klubach
| Sezon     | Drużyna           | Liga         | Liga  | Liga | Puchar krajowy | Puchar krajowy | Puchar krajowy | Razem | Razem |
| Sezon     | Drużyna           | Rodzaj       | Mecze | Gole | Rodzaj         | Mecze          | Gole           | Mecze | Gole  |
| --------- | ----------------- | ------------ | ----- | ---- | -------------- | -------------- | -------------- | ----- | ----- |
| 2003      | Defensor Sporting | Primera Div. | 18    | 1    | -              | -              | -              | 18    | 1     |
| 2004      | Defensor Sporting | Primera Div. | 2     | 0    | -              | -              | -              | 2     | 0     |
| 2004/2005 | Sambenedettese    | Serie C1     | 30    | 1    | -              | -              | -              | 30    | 1     |
| 2005/2006 | SSC Napoli        | Serie C1     | 28    | 0    | Coppa Italia   | 5              | 1              | 33    | 1     |
| 2006/2007 | SSC Napoli        | Serie B      | 24    | 0    | Coppa Italia   | 1              | 0              | 25    | 0     |
| 2007/2008 | Treviso           | Serie B      | 9     | 0    | Coppa Italia   | 2              | 0              | 11    | 0     |
| 2007/2008 | Mantova           | Serie B      | 17    | 0    | -              | -              | -              | 17    | 0     |
| 2008/2009 | SSC Napoli        | Serie A      | 3     | 0    | Coppa Italia   | 0              | 0              | 3     | 0     |
| 2009/2010 | SSC Napoli        | Serie A      | 0     | 0    | Coppa Italia   | 1              | 0              | 1     | 0     |
| 2009/2010 | Piacenza          | Serie B      | 19    | 0    | Coppa Italia   | –              | –              | –     | –     |
| 2010/2011 | Portogruaro       | Serie B      | –     | –    | Coppa Italia   | –              | –              | –     | –     |
| Razem     | Razem             | Razem        | 152   | 2    |                | 9              | 1              | 161   | 3     |